# 鍛冶町 (浜松市)
鍛冶町 （かじまち）は、静岡県浜松市中央区の町名。丁番を持たない単独町名である。住所表示未実施。

## 地理
浜松市中央区中部に位置する。北で肴町・田町  、北東で板屋町、東で旭町・砂山町 、南で海老塚町、南西で平田町・千歳町 、西で伝馬町に隣接する。町内は、江戸時代には浜松城の城下町で、浜松市の中心的繁華街となっている。町内にはザザシティ浜松、かじ町プラザや新浜松駅などが置かれている。かつては松菱や丸井なども置かれていた。

### 河川
- 新川

## 歴史

### 沿革
- 1582年 - 織田信長と徳川家康が武田氏を滅亡させたことを契機に甲斐国から技術者を移住させたとされる。[6]
- 2007年4月1日 - 浜松市が政令指定都市に移行し、鍛冶町は中区の一部となる。
- 2024年1月1日 - 浜松市の行政区再編により、中央区の一分となる。

### 地名の由来
町名の由来は、江戸時代の城下町において、職業別集住制が行われ鍛冶職人が多く住んだ地区であるためとされる。

## 世帯数と人口
2023年（令和5年）4月1日現在の世帯数と人口は以下の通りである。
| 丁目   | 世帯数  | 人口  |
| ------ | ------- | ----- |
| 鍛冶町 | 189世帯 | 332人 |

## 小・中学校の学区
市立小・中学校に通う場合、学区は以下の通りとなる。
| 番・番地等 | 小学校                             | 中学校                             |
| ---------- | ---------------------------------- | ---------------------------------- |
| 全域       | 浜松市立中部小学校（浜松中部学園） | 浜松市立中部中学校（浜松中部学園） |

## 交通

### 鉄道
- 遠州鉄道新浜松駅

### バス
- 遠鉄バス
  - かじ町
    - 8 鶴見富塚じゅんかん（せいれいまわり）：浜松駅行／富塚車庫行
    - 9 さなる台線：浜松駅行／根上り松・医療センター行
    - 9-22 大平台線：浜松駅行／大平台1丁目行（鴨江・佐鳴台経由）
    - 50 山の手医大線：浜松駅行／医科大学行（萩丘経由）
    - 51泉高丘線：浜松駅行／姫街道車庫行
    - 53・56 萩丘都田線：浜松駅行／都田車庫・フルーツパーク行（萩丘経由）
    - 58 和合西山線：浜松駅行／西山（・広報館）行

  - ザザシティ前
    - 12 浜名線：浜松駅行／馬郡車庫行
    - 16-4 小沢渡線：浜松駅行／ 浜松市総合水泳場行／柏原西行
    - 20 志都呂宇布見線：浜松駅行／山崎行（志都呂経由）／舞阪駅行（イオンモール浜松志都呂経由）

  - 田町中央通り
    - 0 蜆塚線：浜松駅行／佐鳴台団地行（蜆塚一丁目経由）
    - 8 鶴見富塚じゅんかん（医療センターまわり）：浜松駅行／安座行
    - 8-22 大平台線：浜松駅行／大平台1丁目行（医療センター経由）
    - 8-33 伊佐見線：浜松駅行／山崎行（伊佐見小学校経由）
    - 30・31 舘山寺線：浜松駅行／伊佐見橋・舘山寺町・村櫛・浜名湖ガーデンパーク行
    - 36 ひとみヶ丘線：浜松駅行／湖人見団地・山崎行
    - 37 大久保線：浜松駅行／田端住宅行
    - 40 気賀三ヶ日線：浜松駅行／聖隷三方原病院・気賀駅前・三ヶ日車庫行
    - 41 高台線：浜松駅行／花川運動公園行
    - 43 引佐線：浜松駅行／気賀駅前行（金指経由）
    - 45 奥山線：浜松駅行／奥山行
    - 46・46-テ 都田線：浜松駅行／都田駅前行（都田経由・テクノ中経由）
    - 47 葵町医大線：浜松駅行／医科大学行（葵町経由）
    - 61 内野台線：浜松駅行／内野台車庫・サンストリート浜北行

### 道路
- 浜松市道伝馬旭1号線（鍛冶町通り）
- 浜松市道鍛冶塩町1号線（モール街）

## 施設
- ザザシティ浜松
- かじ町プラザ
- 新浜松駅
- みずほ銀行 浜松支店
- SMBC日興証券 浜松支店

## その他

### 日本郵便
- 郵便番号 : 430-0933[3]（集配局：浜松西郵便局[9]）。

### 警察
警察の管轄は以下の通りである。
| 番・番地等 | 警察署         | 交番・駐在所 |
| ---------- | -------------- | ------------ |
| 全域       | 浜松中央警察署 | 浜松駅前交番 |